# Asia (album)
Asia is het debuutalbum van de Britse muziekgroep Asia.

## Inleiding
De eerste berichten in Nederland omtrent deze supergroep dateren van juni 1981. Opnamen en een elpee werden aangekondigd, maar de band moest nog voor een platenlabel kiezen. Ook een toer door het Verenigd Koninkrijk en de Verenigde Staten werd toen al aangekondigd. Manager Brian Lane had Steve Howe (Yes), John Wetton (King Crimson, UK) Geoffrey Downes (The Buggles, Yes) en Carl Palmer (Emerson, Lake & Palmer) bij elkaar weten te krijgen. De verwachting was dat het album al in 1981 uitgebracht zou worden. Het werd echter maart 1982, ook de concerten werden opgeschoven tot april 1982 te beginnen in de Verenigde Staten.
John Wetton had binnen UK muzikale meningsverschillen gekregen met Eddie Jobson, ging thuis wat musiceren en zag voortzetting van UK niet meer zitten. Ook was er onmin met zijn management van EG Records bij de begeleiding van zijn soloalbum. Steve Howe van Yes zat in 1980 in hetzelfde schuitje; het album Drama bracht niet het gewenste resultaat. De manager van Yes koppelde uiteindelijk Wetton en Howe aan elkaar. Het duo schreef vooruitlopend op het album al de nummers Cutting it fine, Without you en Here comes the feeling. De eerste keus voor een band was een trio met Carl Palmer, die vrij was gekomen na een nieuwe breuk binnen Emerson, Lake & Palmer. Tijdens de opnamen misten ze toch een toetsenist; de keus viel op Geoff Downes, die Howe kende vanuit Yes, maar eerder had aangegeven er niet veel in te zien; hij was nog bezig met Trevor Horn van The Buggles met album Adventures in Modern Recording. Er werd nog gekeken naar een zanger, maar Robert Fleischman van Journey en Trevor Rabin werden net zo snel terzijde geschoven als dat ze gevraagd waren. Er zijn echter nog obscure opnamen met de heren van het nummer Starry night (werktitel van Only time will tell) van Wetton en Howe.
In de aanloop bleek de samenwerking Wetton en Downes soepeler te lopen. Starry night werd Only time will tell (nu van Wettong en Downes) en ook Heat of the moment en Sole survivor kwamen vlot uit hun pen. Aan het slot van de opnamen bleek dat de band de lange stukken progressieve rock met veel solo’s achter zich had gelaten; er stonden (relatief) korte nummers op, beter passend binnen de omschrijving AOR. Deze nummers waren beter aan de radiostation te slijten. Cutting it fine bleek uiteindelijk het progressiefste nummer met het lange outtro gevolgd door Wildest dreams met drumsolo.

## Opnamen
Opnamen namen vijf maanden in beslag. Muziekproducent en geluidstechnicus Mike Stone leidde die in de Townhouse Studios in Londen. Stone had toen opnamen achter de rug met Queen en Journey en stond bekend om zijn "Wall of Sound" (geluidsmuren). Downes kon daarbij beschikken over nieuwe synthesizers zoals de Fairlight, het Synclavier en de PPG Wave Computer; kortom analoge synthesizers verloren het van digitale.
Het album werd gestoken in een ontwerp van Roger Dean, meekomend van Yes. Platenhoes en logo mochten niet te veel lijken op die van Yes. Dean koos voor een zeer hoekig logo en een zeeslang of draak als afbeelding (sommigen vonden dat laatste toepasselijker bij de muziek).

## Musici
- Steve Howe – gitaar, zang
- John Wetton – zang, basgitaar, toetsinstrumenten
- Geoff Downes – toetsinstrument, zang
- Carl Palmer – drumstel, percussie

## Muziek
| Nr. | Titel                                | Duur |
| --- | ------------------------------------ | ---- |
| 1.  | Heat of the moment (Wetton, Downes)  | 3:48 |
| 2.  | Only time will tell (Wetton, Downes) | 4:44 |
| 3.  | Sole survivor (Wetton, Downes)       | 4:48 |
| 4.  | One step closer (Wetton, Howe)       | 4:16 |
| 5.  | Time again (Asia)                    | 4:45 |

| Nr. | Titel                                  | Duur |
| --- | -------------------------------------- | ---- |
| 1.  | Wildest dreams (Wetton, Downes)        | 5:10 |
| 2.  | Without you (Wetton, Howe)             | 5:04 |
| 3.  | Cutting it fine (Wetton, Downes, Howe) | 5;35 |
| 4.  | Here comes the feeling (Wetton, Howe)  | 5:42 |

Het nummer Ride easy van Wetton en Howe (4:35), de B-kant vormend van Heat of the moment, kwam niet op het originele album terecht; wel later als bonustrack.

## Nasleep
De vraag was of de wereld nog op deze muziek zat te wachten. De progressieve rock zou op haar eind lopen; de punk en new wave hadden toch al gevraagd om kortere nummers en minder gesoleer. Op 6 oktober 1982 stond Asia in Muziekcentrum Vredenburg. Het Algemeen Dagblad van 30 september 1982 had het over vakmanschap en rasmuzikanten. Het NRC Handelsblad (Roel Bentz van den Berg) van 7 oktober 1982 was na het concert een geheel andere mening toegedaan; puur effectbejag op basis van “magere songstructuren" met “pompueze toetsenmanoeuvres}  etc. De solonummers van de vier heren viel ook al niet in goede aarde. De Volkskrant ( Peter Koops) van 8 oktober 1982 kwam ook al niet verder dat “geldelijk gewin”, “oer-conservatief” en “imponeerpop”  OOR's Pop-encyclopedie had het in versie 1982 al over "muzikale integriteit lijkt niet te tellen” en “pretenties overeenkomstig het gelijknamige continent”.
De fans hadden daar maling aan. Het album belandde in meerdere landen in de albumlijsten met negen weken een nummer-1 positie in de Billboard 200 (64 weken notering), Canada volgde die trend (RPM). West-Europa liet een wisselend resultaat zien, maar de Nederlandse Top 50 gaf het album 16 weken notering met de piek op plaats 10. Engeland had het 38 weken genoteerd met een piek op plaats 11.
Asia werd geplaagd door veel onderlinge ruzies, maar in 2006 vonden de vier hierboven gegeven musici elkaar weer en tijdens de concerten werd het eerste album integraal uitgevoerd.

## In terugblik
In terugblik bleek dat het album binnen de progressieve rock toch indruk heeft achtergelaten. Progwereld kwam in 2008 met “fraaie opbouw”  en “sprankelende muzikaliteit”. Ook AllMusic kwam tot 4,5 uit 5 sterren (990 fans 4 uit 5). Progarchives komt er naar veertig jaar nog niet uit; sommigen komen niet verder dan 1 ster uit 5, anderen benoemden het tot een meesterwerk (5 uit 5).